# Eucraera salammbo
Eucraera salammbo is een vlinder uit de familie spinners (Lasiocampidae). De wetenschappelijke naam van deze soort is voor het eerst geldig gepubliceerd in 1892 door Vuillot.
De soort komt voor in tropisch Afrika.